# 韦西加诺
韦西加诺（Vaisigano）是萨摩亚的一个政治区，位于薩瓦伊島。面积178平方公里，人口6643人（2001年统计），为萨摩亚最西方的政治区。该区包含8个村。
该区位于薩圖帕伊泰阿区以西。
13°32′S 172°44′W / 13.53°S 172.73°W